# 陇集镇
陇集镇，是中华人民共和国江苏省宿迁市沭阳县下辖的一个乡镇级行政单位。

## 行政区划
陇集镇下辖以下地区：
陇集社区、陇东社区、丁曹村、谢桥村、李徐村、孟玉村和墩前村。